# Direitos LGBT nas Américas
As leis que regem os direitos de lésbicas, gays, bissexuais e transgêneros (LGBT) são complexas nas Américas e a aceitação de pessoas LGBT varia muito. O casamento entre pessoas do mesmo sexo é legal no Canadá desde 2005, na Argentina desde 2010, no Brasil e no Uruguai desde 2013, nos Estados Unidos desde 2015, na Colômbia desde 2016, no Equador desde 2019, na Costa Rica desde 2020 e no Chile, em Cuba e no México desde 2022.
Entre os estados não independentes, o casamento entre pessoas do mesmo sexo também é legal na Groenlândia, nos Territórios Ultramarinos Britânicos das Ilhas Malvinas e nas Ilhas Geórgia do Sul e Sandwich do Sul, todos os territórios franceses (Guadalupe, Martinica, São Bartolomeu, Guiana Francesa, São Martinho e São Pedro e Miquelão), e na Caraíbas Neerlandesas, enquanto os casamentos realizados na Holanda são reconhecidos em Aruba, Curaçau e Sint Maarten. Mais de 800 milhões de pessoas vivem em nações ou territórios nas Américas onde o casamento entre pessoas do mesmo sexo é legal.
Em janeiro de 2018, a Corte Interamericana de Direitos Humanos decidiu que a Convenção Americana sobre Direitos Humanos reconhece o casamento entre pessoas do mesmo sexo como um direito humano. Isso tornou a legalização de tais sindicatos obrigatória nos seguintes países: Barbados, Bolívia, Chile, Costa Rica, República Dominicana, Equador, El Salvador, Guatemala, Haiti, Honduras, México, Nicarágua, Panamá, Paraguai, Peru e Suriname. Argentina, Brasil, Colômbia e Uruguai também estão sob a jurisdição do tribunal, mas já tinham casamento entre pessoas do mesmo sexo antes da decisão ser proferida.
Além disso, algumas outras nações têm leis que reconhecem uniões civis de pessoas do mesmo sexo, como Bolívia e as Ilhas Cayman.
No entanto, outras seis nações ainda têm punições criminais por "sodomia" em seus livros de estatuto. Esses oito países são Dominica, Santa Lúcia, São Vicente e Granadinas, Granada, São Cristóvão e Neves e Guiana, o último dos quais fica no continente da América do Sul e o restante são ilhas do Caribe. Eles são todos ex-partes das Índias Ocidentais Britânicas.

## Religião e aceitação LGBT
Os colonos britânicos, franceses, espanhóis e portugueses, que colonizaram grande parte das Américas, trouxeram o cristianismo da Europa. Em particular, a Igreja Católica Romana e os Protestantes, que se opõem ao reconhecimento legal das relações homossexuais seguidas pela Igreja Ortodoxa Oriental, a Igreja Metodista, e algumas outras denominações do protestantismo clássico, como a Igreja Reformada na América e a Igreja Batista Americana,  bem como organizações e igrejas evangélicas conservadoras, como a Evangelical Alliance e a Convenção Batista do Sul.
| País           | Pesquisador | Ano  | A favor | Contra | Não sei/Neutro/Sem resposta/Outro |
| -------------- | ----------- | ---- | ------- | ------ | --------------------------------- |
| Argentina      | Ipsos       | 2021 | 73%     | 21%    | 6%                                |
| Brasil         | Ipsos       | 2021 | 69%     | 25%    | 7%                                |
| Canadá         | Ipsos       | 2021 | 81%     | 13%    | 6%                                |
| Chile          | CADEM       | 2021 | 61%     | 37%    | 2%                                |
| Colômbia       | Ipsos       | 2021 | 46%     | 44%    | 8%                                |
| Estados Unidos | Ipsos       | 2021 | 72%     | 22%    | 6%                                |
| México         | Ipsos       | 2021 | 59%     | 34%    | 7%                                |
| Peru           | Ipsos       | 2021 | 41%     | 52%    | 7%                                |

## Legislação por país ou território

### Américas

#### América do Norte
| Direitos LGBT em:                                       | Atos homossexuais são legais?                                                   | Reconhecimento de relacionamentos entre pessoas do mesmo sexo | Casamento entre pessoas do mesmo sexo                                                           | Adoção por pessoas do mesmo sexo | Permite que homossexuais assumidos sirvam às forças armadas?                                                                                    | Anti-discriminação (orientação sexual) | Leis sobre identidade de gênero/expressão |
| ------------------------------------------------------- | ------------------------------------------------------------------------------- | --- | ----------------------------------------------------------------------------------------------- | --- | --- | --- | --- |
| Bermudas (Território ultramarino do Reino Unido)        | Legal desde 1994 + Ass. decl. ONU Discrepância na idade de consentimento.       | União Civil desde 2018 | Legal desde 2018                                                                                | Legal desde 2015 | Reino Unido responsável pela defesa. (Devido à política de Conscrição).                                                                         | Proíbe toda discriminação baseada na orientação sexual. | Não |
| Canadá                                                  | Legal desde 1969 + Ass. decl. ONU                                               | União Civil legal em: Nova Escócia (desde 2001); Quebec (desde 2002); Alberta (desde 2003) e Manitoba (desde 2004). | Legal em algumas províncias e territórios desde 2003. Em todo o país desde 20 de julho de 2005. | Legal em algumas províncias e territórios desde 1996. Em todo o país desde 2011. | Legal desde 1992 (inclui pessoas transgênero).                                                                                                  | Proibição de todas as formas de discriminação com base na orientação sexual e na identidade e expressão de gênero, incluindo discurso de ódio. Proteção contra crimes de ódio motivados pela orientação e identidade sexual e expressão de gênero. | Mudança de nome e sexo registrado sem a necessidade de cirurgias anteriores (desde 2017). (Os requisitos variam de acordo com a província ou território). |
| Estados Unidos                                          | Legal em alguns estados desde 1962. Em todo o país desde 2003. + Ass. decl. ONU | União Civil legal em: Califórnia (desde 1999); Vermont (desde 2000); Washington, D.C. (desde 2002); Maine (desde 2004); Connecticut (desde 2005); Nova Jérsia e Washington (desde 2007); Maryland e New Hampshire (desde 2008); Óregon (desde 2008); Nevada e Wisconsin (desde 2009); Illinois e Rhode Island (desde 2011); Delaware e Havaí (desde 2012) e Colorado (desde 2013). | Legal em alguns estados desde 2004. Em todo o país desde 26 de junho de 2015.                   | Legal em alguns estados desde 1993. Em todo o país desde 2016. | Legal para lésbicas, gays e bissexuais desde a revogação da regra "Não pergunte, não diga", em 2010. Legal para pessoas transgênero desde 2021. | Proibição de algumas formas de discriminação com base na orientação sexual e/ou identidade de gênero em alguns estados. Proteção federal contra crimes de ódio motivados pela orientação sexual e identidade de gênero.                            | / Mudança de nome e sexo registrado sem a necessidade de cirurgias anteriores em 26 estados. 22 estados exigem intervenção médica e/ou cirúrgica de resignação de sexo e 2 estados proíbem a mudança de sexo nos documentos. |
| Groenlândia (Território autônomo do Reino da Dinamarca) | Legal desde 1933 + Ass. decl. ONU                                               | União Civil desde 1996 | Legal desde 2016                                                                                | Adoção de enteados desde 2009. Adoção conjunta desde 2016. | Dinamarca é responsável pela defesa. | Proíbe alguma discriminação anti-gays. | A mudança legal de gênero e seu reconhecimento, são possíveis sem cirurgia e/ou terapia hormonal. |
| México                                                  | Legal desde 1871 + Ass. decl. ONU                                               | / União Civil legal em: Cidade do México e Coahuila (desde 2007); Colima (desde 2013); Campeche (desde 2013); Jalisco (desde 2014); Michoacán (desde 2015); Tlaxcala (desde 2017) e Veracruz (desde 2020). | Legal em alguns estados desde 2010. Nos 32 estados do país desde 31 de dezembro de 2022.        | / Em todo o país, homossexuais solteiros podem adotar. Adoção legal por casais homossexuais na Cidade do México (desde 2010); Coahuila (desde 2014); Chihuahua (desde 2015); Campeche, Colima, Michoacán, Morelos e Veracruz (desde 2016); Baixa Califórnia, Chiapas, Puebla, Querétaro (desde 2017); Hidalgo e San Luis Potosí (desde 2019). | Legal desde 2016 | Proibição constitucional de todas as formas de discriminação com base nas preferências sexuais desde 2011. Incluindo discurso de ódio, desde 2014.                                                                                                 | / Pessoas transgênero podem mudar seu nome e gênero legalmente, em: Cidade do México (desde 2008); Michoacán e Nayarit (desde 2017); Coahuila (desde 2018); Baixa Califórnia, Chihuahua, Colima, Hidalgo, Oaxaca, San Luis Potosí e Tlaxcala (desde 2019); Na cidade de Guadalajara, Jalisco, Quintana Roo e Sonora (desde 2020). |
| São Pedro e Miquelão (Território ultramarino da França) | Legal desde 1791 + Ass. decl. ONU                                               | Pacto civil de soidariedade desde 1999. | Legal desde 2013                                                                                | Legal desde 2013 | França responsável pela defesa. | Pune toda discriminação baseada na orientação sexual. | Sob à lei francesa. |

#### América Central (Continental)
| Direitos LGBT em: | Atos homossexuais são legais?                         | Reconhecimento de relacionamentos entre pessoas do mesmo sexo | Casamento entre pessoas do mesmo sexo | Adoção por pessoas do mesmo sexo     | Permite que homossexuais assumidos sirvam às forças armadas?                               | Anti-discriminação (orientação sexual) | Leis sobre identidade de gênero/expressão |
| ----------------- | ----------------------------------------------------- | ------------------------------------------------------------- | ------------------------------------- | ------------------------------------ | ------------------------------------------------------------------------------------------ | --- | --- |
| Belize            | Legal desde 2016                                      | Não                                                           | Não                                   | Não                                  | Não                                                                                        | Proibição constitucional de todas as formas de discriminação com base no sexo. A Suprema Corte declarou que tal categoria inclui orientação sexual. (desde 2016).                                                           | / Mudança da razão social. Mudança de sexo registrado não é permitida.                                                                       |
| Costa Rica        | Legal desde 1971 + Ass. decl. ONU                     | Coabitação não registrada desde 2015                          | Legal desde 26 de maio de 2020.       | Legal desde 2020                     | Não se aplica. Não há forças militares na Costa Rica, no entanto, podem servir na polícia. | Proíbe algumas discriminações antigays. | Pessoas transexuais podem mudar seu gênero legal, sem cirurgias ou permissão judicial. (desde 2018).                                         |
| El Salvador       | Legal desde à independência em 1821. + Ass. decl. ONU | Não                                                           | Não                                   | Não                                  | Sim                                                                                        | Proibição da discriminação no emprego com base na orientação sexual e identidade de gênero. (Apenas no setor público). Proteção contra crimes de ódio motivados pela orientação e identidade sexual, e expressão de gênero. | / Mudança de nome legal possível, porém, permissão judicial é necessária. Mudança de sexo registrado não é permitida.                        |
| Guatemala         | Legal desde 1871 + Ass. decl. ONU                     | Não                                                           | Não                                   | Não                                  | Sem dados                                                                                  | Proibição de algumas formas de discriminação com base na orientação sexual. (desde 1996). | / Mudança do nome legal, requer permissão judicial. Mudança de sexo registrado não é permitida.                                              |
| Honduras          | Legal desde 1899 + Ass. decl. ONU                     | Proibição constitucional desde 2005.                          | Proibição constitucional desde 2005.  | Proibição constitucional desde 2005. | Não                                                                                        | Proibição de todas as formas de discriminação com base na orientação sexual e identidade de gênero, incluindo discurso e crimes de ódio. (desde 2013).                                                                      | Não é permitida a mudança de nome e sexo registrado. (Proibição de fazer qualquer modificação do sexo atribuído, na certidão de nascimento). |
| Nicarágua         | Legal desde 2008 + Ass. decl. ONU                     | Não                                                           | Não                                   | Não                                  | Não                                                                                        | Proibição de algumas formas de discriminação com base na orientação sexual e na identidade e expressão de gênero. Proteção contra crimes de ódio motivados pela orientação sexual. (desde 2008).                            | Não é permitida a mudança de nome e sexo de registro.                                                                                        |
| Panamá            | Legal desde 2008 + Ass. decl. ONU                     | Decisão do tribunal pendente.                                 | Decisão do tribunal pendente.         | Decisão do tribunal pendente.        | Sem forças armadas.                                                                        | Proibição de algumas formas de discriminação com base na orientação sexual. (desde 2002). | Pessoas transexuais podem mudar seu gênero legal e nome, após a conclusão da intervenção médica. (desde 2006).                               |

#### América Central e Caribe (Insular)
| Direitos LGBT em:                                                                                            | Atos homossexuais são legais? | Reconhecimento de relacionamentos entre pessoas do mesmo sexo                                                               | Casamento entre pessoas do mesmo sexo | Adoção por pessoas do mesmo sexo | Permite que homossexuais assumidos sirvam às forças armadas? | Anti-discriminação (orientação sexual) | Leis sobre identidade de gênero/expressão                                                                             |
| --- | --- | --- | --- | -------------------------------- | ------------------------------------------------------------ | --- | --- |
| Anguilla (Território ultrmarino do Reino Unido)                                                              | Legal desde 2000 + Ass. decl. ONU | Não | Não | Não                              | Reino Unido responsável pela defesa.                         | Não | Sem dados |
| Antígua e Barbuda                                                                                            | Legal desde 2022 | Não | Não | Não                              | Não                                                          | Não | Não |
| Aruba (País constituinte do Reino dos Países Baixos)                                                         | Legal (No país, nunca existiram leis contra a atividade sexual entre pessoas do mesmo sexo). + Ass. decl. ONU                                | União Civil desde 2016 | / Apenas casamentos do mesmo sexo realizados nos Países Baixos são reconhecidos. | Não                              | Os Países Baixos são responsáveis pela defesa.               | Não | Não |
| Bahamas | Legal desde 1991 Discrepância na idade de consentimento. + Ass. decl. ONU                                                                    | Não | Não | Não                              | Sim                                                          | Não | Não |
| Barbados | Legal desde 2022 | / Uniões civis realizadas no exterior são reconhecidas para fins de imigração. "Selo de boas-vindas". Legalização proposta. | Não | Não                              | Não                                                          | Proíbe alguma discriminação anti-gay. | Não |
| Cuba | Legal desde 1979 + Ass. decl. ONU | Legal | Legal desde 27 de setembro de 2022 | Legal desde 2022                 | Legal desde 1993                                             | Proibição constitucional de todas as formas de discriminação com base na orientação sexual e identidade de gênero. (desde 2019). Proibição de certas formas de discriminação com base na orientação sexual. (desde 2013). | Mudança de nome e sexo legal de registro. (desde 2008).                                                               |
| Curaçao (País constituinte do Reino dos Países Baixos)                                                       | Legal (No país, nunca existiram leis contra a atividade sexual entre pessoas do mesmo sexo). + Ass. decl. ONU                                | Legal Desde 7 de março de 2023.                                                                                             | Legal Desde 7 de março de 2023. | Não                              | Os Países Baixos são responsáveis pela defesa.               | Não | Não |
| Dominica | Ilegal (Penalidade: 10 anos de reclusão ou internação em instituição psiquiátrica). (não aplicada). + Ass. decl. ONU                         | Não | Não | Não                              | Sem forças armadas.                                          | Não | Não |
| Granada | Masculino ilegal (Penalidade: 10 anos de reclusão). (raramente aplicada). Feminino sempre foi legal.                                         | Não | Não | Não                              | Sem forças armadas.                                          | Não | Não |
| Guadalupe (Departamento ultramarino da França)                                                               | Legal desde 1791 + Ass. decl. ONU | Pacto civil de solidariedade desde 1999.                                                                                    | Legal desde 2013 | Legal desde 2013                 | França responsável pela defesa.                              | Proíbe toda discriminação baseada na orientação sexual. | Sob à lei francesa.                                                                                                   |
| Haiti | Legal desde 1791 (Como São Domingos). | Não | Não | Não                              | Sem forças armadas.                                          | Não | Não é permitida a mudança de nome e sexo de registro.                                                                 |
| Ilhas Caimão (Território ultrmarino do Reino Unido)                                                          | Legal desde 2001 Discrepância na idade de consentimento. + Ass. decl. ONU                                                                    | Parcerias Civis desde 2020                                                                                                  | Caso pendente no Reino Unido. | Legal desde 2020                 | Reino Unido responsável pela defesa.                         | Não | Não |
| Ilhas Turcas e Caicos (Território ultrmarino do Reino Unido)                                                 | Legal desde 2001 + Ass. decl. ONU | Não | Proibição constitucional desde 2011. | Não                              | Reino Unido responsável pela defesa.                         | Proíbe toda discriminação baseada na orientação sexual. | Não |
| Ilhas Virgens Americanas (Território insular dos Estados Unidos)                                             | Legal desde 1985 + Ass. decl. ONU | Legal desde 2015 | Legal desde 2015 | Legal desde 2015                 | Estados Unidos responsáveis pela defesa.                     | Não | Sim |
| Ilhas Virgens Britânicas (Território ultrmarino do Reino Unido)                                              | Legal desde 2001 + Ass. decl. ONU | Não | Não | Não                              | Reino Unido responsável pela defesa.                         | Proíbe toda discriminação baseada na orientação sexual. | Não |
| Jamaica | Masculino ilegal (Penalidade: 10 anos de reclusão e/ou trabalhos forçados). (não aplicada). Legalização proposta. Feminino sempre foi legal. | Não | Proibição constitucional desde 1962. | Não                              | Não                                                          | Não | / Mudança da razão social. Mudança de sexo registrado não é permitida.                                                |
| Martinica (Departamento ultramarino da França)                                                               | Legal desde 1791 + Ass. decl. ONU | Pacto civil de solidariedade desde 1999.                                                                                    | Legal desde 2013 | Legal desde 2013                 | França responsável pela defesa.                              | Proíbe toda discriminação baseada na orientação sexual. | Sob à lei francesa.                                                                                                   |
| Montserrate (Território ultrmarino do Reino Unido)                                                           | Legal desde 2000 + Ass. decl. ONU | Não | Proibição constitucional desde 2010. | Não                              | Reino Unido responsável pela defesa.                         | Proíbe toda discriminação baseada na orientação sexual. | Não |
| Países Baixos Caribenhos · Bonaire, Saba, Santo Eustáquio, (Municípios especiais do Reino dos Países Baixos) | Legal (Nos municípios especiais, nunca existiram leis contra a atividade sexual entre pessoas do mesmo sexo). + Ass. decl. ONU               | União Civil desde 2012 | Legal desde 2012 | Sim                              | Os Países Baixos são responsáveis pela defesa.               | Proíbe toda discriminação baseada na orientação sexual. | Mudança de nome e sexo legalmente registrados.                                                                        |
| Porto Rico (Estado livre associado dos Estados Unidos)                                                       | Legal desde 2003 + Ass. decl. ONU | Legal desde 2015 | Em Julho de 2015 o Governo de Porto Rico legalizou o casamento entre pessoas do mesmo sexo após os EUA legalizar no país todo. (Porto Rico é um território autônomo dos Estados Unidos). | Legal desde 2015                 | Estados Unidos responsáveis pela defesa.                     | Proíbe toda discriminação baseada na orientação sexual. | Mudança de gênero legal desde 2018, não requer cirurgia.                                                              |
| República Dominicana                                                                                         | Legal desde 1883 + Ass. decl. ONU | Não | Proibição constitucional desde 2010. | Não                              | Não                                                          | Proibição de algumas formas de discriminação com base na orientação sexual e identidade de gênero. | / Mudança da razão social. A autorização é exigida por decreto executivo. Mudança de sexo registrado não é permitida. |
| Santa Lúcia                                                                                                  | Masculino ilegal (Penalidade: multa e/ou 10 anos de reclusão). (não aplicada). Legalização proposta. Feminino sempre foi legal.              | Não | Não | Não                              | Sem forças armadas.                                          | Proibição de discriminação no emprego com base na orientação sexual. (desde 2006). | / Mudança da razão social. Mudança de sexo registrado não é permitida.                                                |
| São Bartolomeu (Coletividade ultramarina da França)                                                          | Legal desde 1791 + Ass. decl. ONU | Pacto civil de solidariedade desde 1999.                                                                                    | Legal desde 2013 | Legal desde 2013                 | França responsável pela defesa.                              | Proíbe toda discriminação baseada na orientação sexual. | Sob à lei francesa.                                                                                                   |
| São Cristóvão e Névis                                                                                        | Legal desde 2022 | Não | Não | Não                              | Não                                                          | Não | Não |
| São Martinho Francês (Coletividade ultramarina da França)                                                    | Legal desde 1791 + Ass. decl. ONU | Pacto civil de solidariedade desde 1999.                                                                                    | Legal desde 2013 | Legal desde 2013                 | França responsável pela defesa.                              | Proíbe toda discriminação baseada na orientação sexual. | Sob à lei francesa.                                                                                                   |
| São Martinho Neerlandês (País constituinte do Reino dos Países Baixos)                                       | Legal (No país, nunca existiram leis contra a atividade sexual entre pessoas do mesmo sexo). + Ass. decl. ONU                                | Não | / Apenas casamentos do mesmo sexo realizados nos Países Baixos são reconhecidos. | Não                              | Países Baixos responsáveis pela defesa.                      | Não | Não |
| São Vicente e Granadinas                                                                                     | Ilegal (Penalidade: multa e/ou sentença de 10 anos de reclusão) (não aplicada). Legalização proposta.                                        | Não | Não | Não                              | Sem forças armadas.                                          | Não | Não |
| Trindade e Tobago                                                                                            | Legal desde 2018 | Não | Não | Não                              | Não                                                          | Não | / Mudança da razão social. Mudança de sexo registrado não é permitida.                                                |

#### América do Sul
| Direitos LGBT em:                                                                                             | Atos homossexuais são legais?                                                    | Reconhecimento de relacionamentos entre pessoas do mesmo sexo | Casamento entre pessoas do mesmo sexo | Adoção por pessoas do mesmo sexo                                                                          | Permite que homossexuais assumidos sirvam às forças armadas?                                                                     | Anti-discriminação (orientação sexual) | Leis sobre identidade de gênero/expressão |
| --- | -------------------------------------------------------------------------------- | --- | --- | --- | --- | --- | --- |
| Argentina | Legal desde 1887 + Ass. decl. ONU                                                | União civil desde 2003 em Buenos Aires e Província de Río Negro; desde 2007 em Villa Carlos Paz e desde 2009 em Río Cuarto. Legal em todo país desde 2015.                                   | Legal desde 15 de julho de 2010. (Primeiro país da América Latina a legalizar o casamento entre pessoas do mesmo sexo)                              | Legal desde 2010                                                                                          | Legal desde 2009 | / Proibição de toda forma de discriminação por orientação sexual e identidade de gênero e/ou sua expressão, somente na Cidade de Buenos Aires desde 1996; Proteção contra crimes de ódio motivados por orientação sexual e identidade ou expressão de gênero desde 2012. (Lei 26.791). | Mudança de nome e sexo de registro sem a necessidade de autorização judicial ou cirurgias prévias. (desde 2012). |
| Bolívia | Legal desde 1832 + Ass. decl. ONU                                                | União civil desde 2020 | Proibição constitucional desde 2009. | / Indivíduos LGBT podem adotar, mas não casais do mesmo sexo.                                             | Legal desde 2015 (inclui pessoas transgênero).                                                                                   | Proibição constitucional contra todas as formas de discriminação com base na orientação sexual e identidade de gênero, incluindo discurso de ódio. (Lei nº 045 desde 2010). Proteção contra crimes de ódio motivados por orientação sexual e identidade de gênero. | Mudança de nome e sexo de registro sem a necessidade de autorização judicial ou cirurgias prévias. (desde 2016). |
| Brasil | Legal desde 1830 + Ass. decl. ONU                                                | União estável e reconhecimento como entidade familiar legal em todo o país desde 2011. | Começou em 2011, legal em todo o país desde 16 de maio de 2013.                                                                                     | Legal desde 2010                                                                                          | Legal desde 1969. | Por falta de lei específica, no julgamento conjunto da ADO 26 e do MI 4733, o Supremo Tribunal Federal decidiu pelo enquadramento da homofobia e da transfobia como tipo penal definido na Lei do Racismo (Lei 7.716/1989) até que o Congresso Nacional edite lei específica sobre a matéria. Portanto, para fins penais, a homofobia e a transfobia no Brasil constituem crime inafiançável e imprescritível, com penas que variam de 1 a 5 anos de prisão, e multa. Além disso, considerou a homofobia e a transfobia, na hipótese de homicídio doloso, circunstância que o qualifica, por configurar motivo torpe, com pena de reclusão de 12 a 30 anos. (desde 2019). | Legal desde 2009 com cirurgia e autorização judicial, e a partir de 2018 transgêneros podem mudar o prenome e a classificação de sexo na certidão de nascimento sem a necessidade de cirurgia ou de autorização judicial, tendo leis e decretos que protegem o nome social e a identidade de gênero. O acompanhamento psicológico, hormonal e a cirurgia de resignação sexual é fornecida gratuitamente pelo Sistema Único de Saúde Brasileiro (SUS). |
| Chile | Legal desde 1999 Discrepância na idade de consentimento. + Ass. decl. ONU        | Legal desde 2015 | Legal desde 10 de março de 2022. | Legal desde 10 de março de 2022.                                                                          | Legal desde 2012 (inclui pessoas transgênero).                                                                                   | Proibição de todas as formas de discriminação com base na orientação sexual e na identidade e expressão de gênero. Proteção contra crimes de ódio motivados por orientação sexual e identidade de gênero. (desde 2012). | Pessoas trans podem mudar seu nome legal e sexo em registro desde 1974. |
| Colômbia | Legal desde 1981 + Ass. decl. ONU                                                | Legal desde 2007 | Legal desde 28 de abril de 2016. | Legal desde 2015                                                                                          | Legal desde 1999. Desde 2009 o sistema de segurança social especial militar pode ser usado por casais do mesmo sexo no exército. | Proibição de todas as formas de discriminação com base na orientação sexual, incluindo discurso de ódio. (Lei 1482 de 2011). Proteção contra crimes de ódio motivados por orientação sexual. | Legal desde 1993. Desde 2015, as pessoas transexuais podem mudar seu gênero legal e nome, manifestando sua vontade solene perante um cartório, sem necessidade de cirurgias ou ordem judicial. |
| Equador | Legal desde 1997 + Ass. decl. ONU                                                | União civil desde 2009 | Legal desde 8 de julho de 2019. | / Indivíduos LGBT podem adotar, mas não casais do mesmo sexo, sob proibição constitucional. (desde 2008). | Sem dados | Proibição constitucional de qualquer forma de discriminação com base na orientação sexual e identidade de gênero (desde 2008), incluindo discurso de ódio (desde 2009). Proteção contra crimes de ódio motivados por orientação sexual e identidade de gênero. | Desde 2016, as pessoas trans estão autorizadas a mudar seu nome de nascimento e identidade de gênero, não sendo exigida nenhuma cirurgia ou ordem judicial. |
| Guiana | Ilegal (Penalidade: prisão perpétua). (não aplicada). Legalização proposta.      | Não | Não | Sem dados                                                                                                 | Sim | Adicionado à constituição em 2004, mas, retirado posteriormente pelo governo. | Não |
| Guiana Francesa (Território ultramarino da França).                                                           | Legal desde 1791 + Ass. decl. ONU                                                | Pacto civil de solidariedade desde 1999. | Legal desde 2013 | Legal desde 2013                                                                                          | França é responsável pela defesa.                                                                                                | Proíbe todo tipo de discriminação referente à orientação sexual. | Sob à lei francesa. |
| Ilhas Geórgia do Sul e Sanduíche do Sul (Território ultramarino do Reino Unido, reivindicado pela Argentina). | Legal desde 2001 + Ass. decl. ONU                                                | Legal desde 2014 | Legal desde 2014 | Sim | Reino Unido é responsável pela defesa.                                                                                           | Proíbe algumas discriminações anti-gays. | Não |
| Ilhas Malvinas (Ilhas Falkland). (Território ultramarino do Reino Unido, reivindicado pela Argentina).        | Legal desde 1989 + Ass. decl. ONU                                                | Legal desde 2017 | Legal desde 2017 | Legal desde 2017                                                                                          | Reino Unido é responsável pela defesa.                                                                                           | Proíbe algumas discriminações anti-gays. | Não |
| Paraguai | Legal desde 1880 Discrepância na idade de consentimento. + Ass. decl. ONU        | Proibição constitucional desde 1992. | Proibição constitucional desde 1992. | Não | Sim | Restrição à liberdade de expressão: O Ministério da Educação e Ciências emitiu a Resolução nº 29.664/2017 que proíbe a divulgação e uso de materiais educacionais que façam referência à "teoria e/ou ideologia de gênero". | Mudança de sexo registrado não é permitida. |
| Peru | Legal desde 1924 + Ass. decl. ONU                                                | Legalização proposta. | Legalização proposta. | Não | Legal desde 2009 | Proibição de todas as formas de discriminação com base na orientação sexual e identidade de gênero, incluindo discurso de ódio. Proteção contra crimes de ódio motivados por orientação sexual e identidade de gênero desde 2017. (Decreto Legislativo 1323). | Mudança de nome e sexo de registro. É necessária permissão judicial. (desde 2016). |
| Suriname | Legal desde 1869 (Como Guiana Holandesa) Discrepância na idade de consentimento. | Não | Não | Não | Sem dados | Proibição de todas as formas de discriminação com base na orientação sexual, incluindo discurso de ódio. (desde 2015). | Decisão pendente no Tribunal do país. |
| Uruguai | Legal desde 1934 + Ass. decl. ONU                                                | Legal desde 2008 | Legal desde 5 de agosto de 2013. | Legal desde 2009                                                                                          | Legal desde 2009 | Proibição de todas as formas de discriminação com base na orientação sexual e identidade de gênero, incluindo discurso de ódio. Proteção contra crimes de ódio motivados pela orientação sexual e identidade sexual. (desde 2004). | Pessoas transexuais podem mudar seu sexo e nome legal sem necessidade de cirurgias ou ordem judicial. (desde 2009). |
| Venezuela | Legal desde 1997 (De facto desde à independência em 1811) + Ass. decl. ONU       | / Proibição constitucional desde 1999 (União civil aprovada em primeira leitura, torna-se lei se passar na segunda leitura). União civil aprovada no estado de Mérida. Legalização proposta. | Proibição constitucional desde 1999 (Em 2008, o STJ do país decidiu que a norma constitucional não proíbe o casamento entre pessoas do mesmo sexo). | Não | Não | Proibição revogada da constituição de 1999 no último minuto. Proibição de algumas formas de discriminação com base na orientação sexual e na identidade e/ou expressão de gênero. | / A fotografia da carteira de identidade adequada à identidade de gênero manifestada pela pessoa. |